# Domoinsäure
Domoinsäure (DA) ist ein Strukturanalogon der Glutaminsäure, bindet aber mit hundertfach höherer Affinität als L-Glutaminsäure an Glutamatrezeptoren.

## Darstellung und Gewinnung
Domoinsäure wurde in einer vielstufigen Synthese aus (S)-Pyroglutaminsäure synthetisiert.

## Biologische Bedeutung
Sie ist Ursache einer als Amnesic Shellfish Poisoning (ASP) bezeichneten Erkrankung des Menschen, die nach dem Genuss von Meeresfrüchten (vor allem von Muscheln) oder Fischen auftreten kann, wenn diese aus Gebieten stammten, in denen eine Algenblüte aufgetreten ist. Domoinsäure greift vor allem Regionen im Hippocampus und in dessen Nachbarschaft an und schädigt auf diese Weise insbesondere – aber meist reversibel – das Erinnerungsvermögen durch eine Beeinträchtigung des Kurzzeitgedächtnisses. Vergiftungen durch Domoinsäure können ferner u. a. Übelkeit, Krämpfe, Durchfall, Kopfschmerz und Atembeschwerden verursachen. Bei konstitutionell schwachen Erkrankten kann die Schädigung bis zum Tode führen.
In Deutschland erlaubt die Tierische Lebensmittel-Hygieneverordnung (Tier-LMHV, in Anlage 1) eine Höchstmenge von 20 mg Domoinsäure pro kg Muschelfleisch.
Verursacher der Vergiftungserscheinungen durch Domoinsäure sind häufig Kieselalgen der Gattung Pseudo-nitzschia (auch: Nitzschia pungens).